# Emma Stämpfli-Studer
Emma Stämpfli-Studer (Bern, 3 november 1848 - aldaar, 30 januari 1930) was een Zwitsers onderneemster en pionier in de oprichting van kinderdagverblijven.

## Biografie
Emma Studer werd geboren en groeide op in de stad Bern. In 1869 huwde ze met Karl Stämpfli, die in die periode de uitgeverij van zijn voorouders uitbouwde tot een grote uitgeverij in Zwitserland en die ook een tijdje zetelde in de Nationale Raad. In 1894 echter overleed haar echtgenoot Karl, terwijl hun zonen nog niet klaar waren om de Stämpfli van hun vader over te nemen. Daarom nam Emma Stämpfli-Studer gedurende meer dan tien jaar zelf de leiding van de uitgeverij op zich. Ook onder haar leiding bleef de onderneming verder groeien.
Karl en Emma Studer waren bezorgd over het welzijn van hun werknemers. Samen hadden ze nog een kinderdagverblijf opgericht in de Länggasse in Bern waar de kinderen van hun werknemers terechtkonden. Na het overlijden van haar echtgenoot zou Emma in 1895 ook nog een ziekte-, invaliditeits- en overlijdenskas oprichten ten gunste van haar werknemers. Lange tijd zou Stämpfli-Studer ook instaan voor de uitgaves van de Hinkenden Bot, een kalender waarvan de eerste uitgaves teruggaan tot het begin van de 18e eeuw en die sinds 1815 door Stämpfli werden uitgegeven. In 1906 droeg ze uiteindelijk de uitgeverij over aan haar zonen Wilhelm en Rudolf Stämpfli.
Nadien zou ze zich blijven inzetten voor de oprichting van kinderdagverblijven. In 1907 was ze medeoprichtster van de Schweizerischen Zentral-Krippenverein, een overkoepelende organisatie van Zwitserse kinderdagverblijven, waarvan ze lange tijd voorzitster was. Ook schreef ze diverse werken in dialect en publiceerde ze in 1917 haar eigen kookboek.
Emma Stämpfli-Studer overleed in 1930 op 82-jarige leeftijd.

## Werken
- Kochbüchlein für schwere Zeiten im vierten Kriegswinter 1917 (1917)